# Чінечітта (станція метро)
41°50′55″ пн. ш. 12°34′31″ сх. д. / 41.84861° пн. ш. 12.57528° сх. д.
Чінечітта (італ. Cinecittà) — станція лінії А Римського метрополітену. Відкрита 16 лютого 1980 році у першій черзі лінії А (від Ананьїна до Оттавіано).. Розташована під вулицями Тоскалана на перехресті з вулицями Торре-Спакката та Віа-делле-Капаннелле.

## Околиці та визначні пам'ятки
Поблизу станції розташовані:
- Віа Тусколана
- Кіностудія Чінечітта
- Операційний центр та штаб-квартира в Італії American Express
- Департамент громадської безпеки Міністерства внутрішніх справ Італії

## Наземний транспорт
Автобуси:
- Робочі дні та свята: 213, 502, 520, 789.